# Präfektur Fukui
Die Präfektur Fukui (jap. 福井県, Fukui-ken) ist eine der Präfekturen Japans und liegt am Japanischen Meer in der Mitte der japanischen Hauptinsel Honshū. Sie grenzt an die Präfekturen Ishikawa (Norden), Gifu (Osten), Shiga und Kyōto (Süden). Fukui erstreckt sich zwischen 35° 20' 36" und 36° 17' 44" nördliche Breite sowie 135° 26' 58" und 136° 49' 56" östliche Länge.
Die Präfektur ist bergig (bis 2095 m) und klimatisch von Regenfällen, hoher Luftfeuchtigkeit und starken Schneefällen geprägt.

## Geschichte
Wie archäologische Spuren beweisen, gab es in Fukui schon in der vorgeschichtlichen Zeit Siedlungen. Der Sitz der Präfekturverwaltung, die gleichnamige Stadt Fukui, wurde allerdings erst im 16. Jahrhundert gegründet. Seit dem Altertum liegen auf dem Gebiet der heutigen Präfektur die beiden Ritsuryō-Provinzen Echizen und Wakasa. Die beiden Provinzen waren zum größten Teil im Besitz großer Tempel. Der berühmteste Tempel und die wahrscheinlich wichtigste Sehenswürdigkeit der Präfektur ist der Tempel Eihei-ji, der Haupttempel der Sōtō-shū, einer der drei wichtigsten japanischen Schulen des Zen-Buddhismus.
In der Edo-Zeit hatten in den Provinzen Echizen und Wakasa unter anderem die Fürstentümer/Großlehen (-han) Fukui (unter den Matsudaira), Maruoka (unter den Hizen-Arima), Katsuyama (unter den Ogasawara), Ōno (unter den Doi), Sabae (unter den Manabe) und Obama (unter den Sakai) ihren Sitz, außerdem lagen hier Shōgunats-/Hatamoto-Güter und Exklaven von Fürstentümern mit Sitz in anderen Provinzen, die in der Meiji-Restauration zunächst in der Präfektur Honbo zusammengefasst wurden. 1871 entstand aus dem Fürstentum Fukui eine erste Präfektur Fukui, die bald mit weiteren Fürstentümer/Präfekturen in Echizen fusionierte und in Asuwa umbenannt wurde. In Wakasa und dem Süden von Echizen entstand 1871 die Präfektur Tsuruga, die 1873 Asuwa absorbierte. 1876 wurde Tsuruga zwischen Ishikawa und Shiga geteilt.
Die heutige Präfektur Fukui entstand am 7. Februar 1881 durch erneute Abtrennung des Territoriums der Provinzen Echizen und Wakasa von den Präfekturen Ishikawa und Shiga. In einer Präfektursatzung von 1982 wurde der 7. Februar in Fukui als „Tag der Heimat“ (furusato no hi) festgelegt.

## Politik
Bei der Gouverneurswahl 2023 (Teil der einheitlichen Wahlen im April) wurde Fukuis Gouverneur Tatsuji Sugimoto mit antikommunistischer Unterstützung der größten Parteien (LDP, KDP, Kōmeitō) gegen die Kommunistin Yukie Kanemoto mit 89,6 % der Stimmen für eine zweite Amtszeit wiedergewählt. Bei der Wahl 2019 hatte sich Sugimoto mit Unterstützung der LDP Japan gegen den aus der LDP Fukui und Oppositionsparteien unterstützten Amtsinhaber Issei Nishikawa durchgesetzt.
Bei der ebenfalls im einheitliche Wahlzyklus durchgeführten Präfekturparlamentswahl 2023 fiel die LDP auf 18 der 37 Sitze zurück, die Zahl der Unabhängigen stieg auf 15. Die KDP gewann zwei Sitze, Kōmeitō und Sanseitō jeweils einen. 35 Abgeordnete sind Männer, darunter alle parteigebundenen.
Für das Shūgiin, das Unterhaus des nationalen Parlaments, ist Fukui seit 2014 nur noch in zwei Wahlkreise eingeteilt, ins Sangiin (Oberhaus) wählt die Präfektur einen Abgeordneten pro Teilwahl. Nach den Wahlen 2019 und 2022 un 2024 besteht die Delegation Fukuis ins nationale Parlament aus:
- im Shūgiin
  - für den Wahlkreis 1 im Norden mit der Hauptstadt die ehemalige Verteidigungsministerin Tomomi Inada (LDP, 7. Amtszeit),
  - für den Wahlkreis 2 Hideyuki Tsuji (KDP, 1. Amtszeit), der Sohn des langjährigen sozialistischen Abgeordneten Kazuhiko Tsuji, der sich 2024 bei „konservativer Spaltung“ (hoshu bunretsu), das heißt gegen zwei LDP-Kandidaten ohne Parteinominierung durchsetzte, darunter Vorgänger Tsuyoshi Takagi,
- im Sangiin
  - bis 2028 der ehemalige Sangiin-Präsident Masaaki Yamazaki (LDP, 6. Amtszeit) sowie
  - bis 2025 Hirofumi Takinami (LDP, 2. Amtszeit), 2018 parlamentarischer Sekretär im METI für das Kabinett Abe.

- Minshu・Mirai („Demokrat[ie/en] – Zukunft“; inkl. KDP): 4
- Fukui no tō („Partei von Fukui“; Parteilose): 2
- Echizen Wakasa no kai („Vereinigung Echizen-Wakasa“; inkl. Sanseitō): 3
- Kōmeitō: 1
- LDP: 25

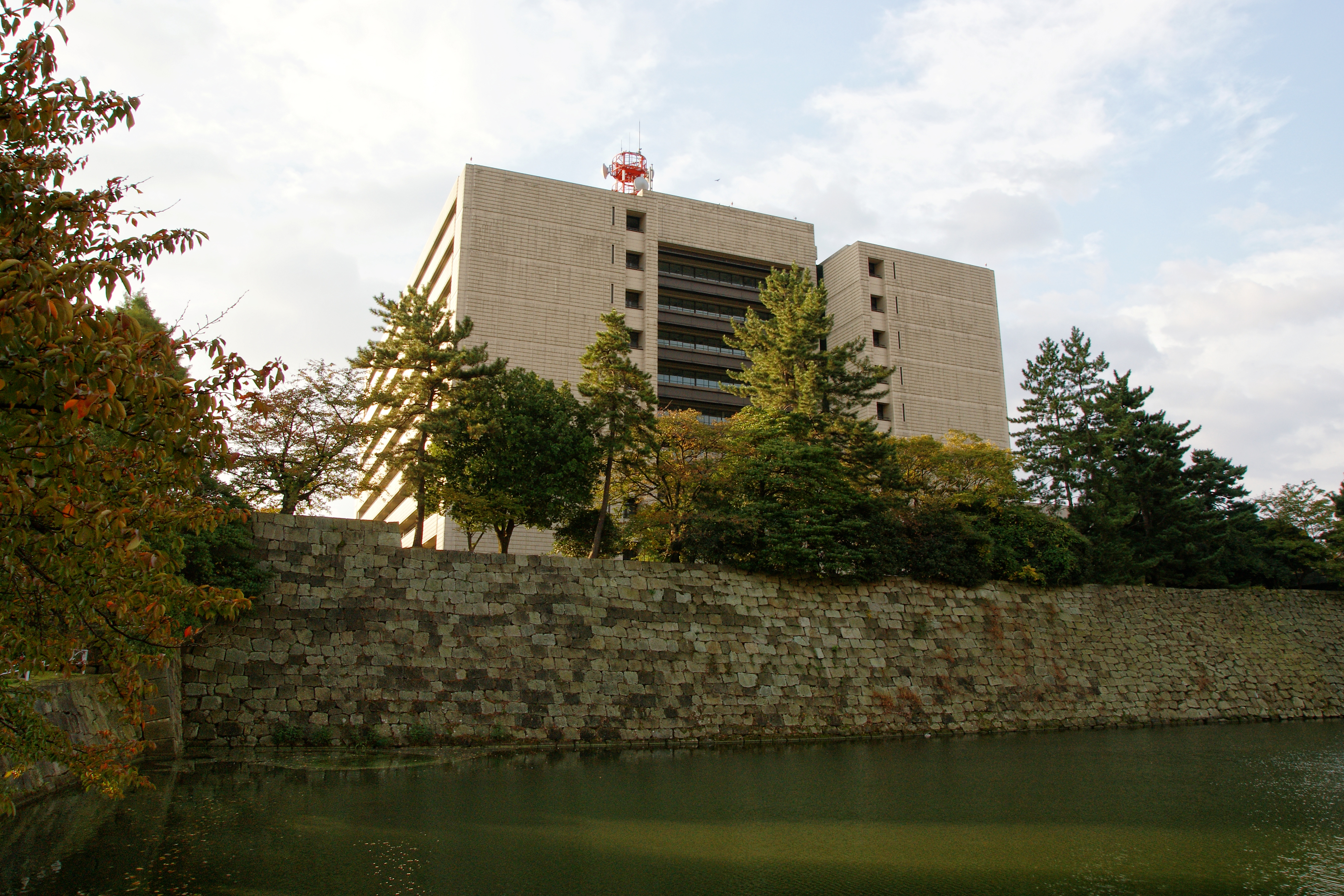
Präfekturverwaltung von Fukui
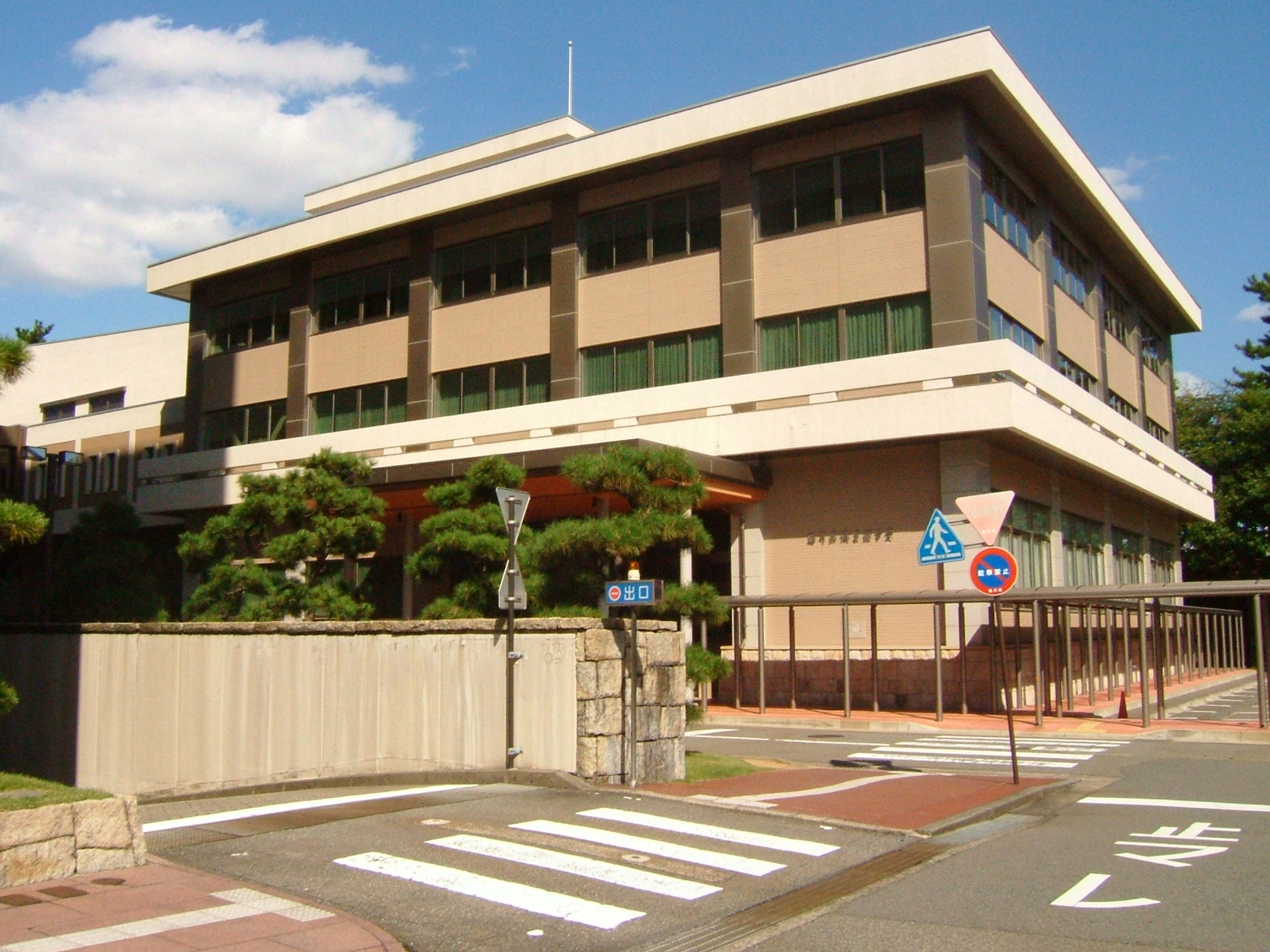
Parlamentsgebäude von Fukui

## Verwaltungsgliederung
Bei der Einführung der heutigen Gemeindeformen 1889 wurde Fukui in 178 Gemeinden eingeteilt, darunter als erste und zunächst einzige kreisfreie Stadt (-shi) die Stadt Fukui. Die Zahl der Gemeinden sank in fast 100 Jahren von 179 (1920), über 54 (1955) und 36 (1970) auf derzeit (seit 2006) 17. Neun kreisfreie und acht kreisangehörige Städte weist die aktuelle Gliederung auf. Mit der Eingliederung des Dorfes (-mura) Natashō in die kreisangehörige Stadt (-chō) Ōi verschwand im März 2006 das letzte Dorf in der Präfektur. Die Zahl der Landkreise (-gun) sank seit 1889 bis heute von elf auf sieben. Von diesen bestehen derzeit sechs aus nur je einer Gemeinde.
In nachstehender Tabelle sind die Landkreise kursiv dargestellt, darunter jeweils (eingerückt) die Kleinstädte innerhalb dieser. Die ersten beiden Ziffern des Gebietskörperschaftscodes sind wie überall der Präfekturschlüssel von Fukui, die dritte Stelle gibt wie überall die Gebietskörperschaftsart an. Die Landkreise sind zwar seit den 1920er Jahren keine Verwaltungseinheiten mehr, werden aber als geographische Einteilung weiter genutzt; ihnen wurden daher runde (durch 20 teilbare) Schlüssel zugeordnet, die kreiszugehörigen Gemeinden erhielten fortlaufend anschließende Schlüssel; durch Fusionen/Eingemeindungen/Aufwertungen zu -shi sind inzwischen aber vielerorts Lücken entstanden. Am Anfang der Tabelle stehen die kreisfreien Städte. Darunter ist mit der Hauptstadt Fukui seit 2019 eine „Kernstadt“.
| Code                                            | Name                        | Name       | Fläche (in km²)  | Bevölkerung      | Bevölkerungs- dichte (Ew./km²)3 |        |
| Code                                            | Rōmaji                      | Kanji      | 1. Oktober 20171 | 1. Oktober 20182 | 1. Oktober 20153                |        |
| ----------------------------------------------- | --------------------------- | ---------- | ---------------- | ---------------- | ------------------------------- | ------ |
| 18201                                           | Fukui-shi                   | 福井市     | 536,41           | 263.529          | 265.904                         | 495,71 |
| 18202                                           | Tsuruga-shi                 | 敦賀市     | 251,41           | 64.930           | 66.165                          | 263,18 |
| 18204                                           | Obama-shi                   | 小浜市     | 233,11           | 28.672           | 29.670                          | 127,28 |
| 18205                                           | Ōno-shi                     | 大野市     | 872,43           | 31.827           | 33.109                          | 37,95  |
| 18206                                           | Katsuyama-shi               | 勝山市     | 253,88           | 22.969           | 24.125                          | 95,03  |
| 18207                                           | Sabae-shi                   | 鯖江市     | 84,59            | 68.669           | 68.284                          | 807,23 |
| 18208                                           | Awara-shi                   | あわら市   | 116,98           | 27.880           | 28.729                          | 245,59 |
| 18209                                           | Echizen-shi                 | 越前市     | 230,7            | 80.938           | 81.524                          | 353,38 |
| 18210                                           | Sakai-shi                   | 坂井市     | 209,67           | 89.303           | 90.280                          | 430,58 |
| 18320                                           | Yoshida-gun                 | 吉田郡     | 94,43            | 19.310           | 19.883                          | 210,56 |
| 18322                                           | Eiheiji-chō                 | 永平寺町   | 94,43            | 19.310           | 19.883                          | 210,56 |
| 18380                                           | Imadate-gun                 | 今立郡     | 194,65           | 2431             | 2638                            | 13,55  |
| 18382                                           | Ikeda-chō                   | 池田町     | 194,65           | 2431             | 2638                            | 13,55  |
| 18400                                           | Nanjō-gun                   | 南条郡     | 343,69           | 10.300           | 10.799                          | 31,42  |
| 18404                                           | Minamiechizen-chō           | 南越前町   | 343,69           | 10.300           | 10.799                          | 31,42  |
| 18420                                           | Nyū-gun                     | 丹生郡     | 153,15           | 20.540           | 2.538                           | 140,63 |
| 18423                                           | Echizen-chō                 | 越前町     | 153,15           | 20.540           | 21.538                          | 140,63 |
| 18440                                           | Mikata-gun                  | 三方郡     | 152,35           | 9472             | 9914                            | 65,07  |
| 18442                                           | Mihama-chō                  | 美浜町     | 152,35           | 9472             | 9914                            | 65,07  |
| 18480                                           | Ōi-gun                      | 大飯郡     | 284,59           | 18.465           | 18.921                          | 66,49  |
| 18481                                           | Takahama-chō                | 高浜町     | 72,4             | 10.361           | 10.596                          | 146,35 |
| 18483                                           | Ōi-chō                      | おおい町   | 212,19           | 8104             | 8325                            | 39,23  |
| 18500                                           | Mikatakaminaka-gun          | 三方上中郡 | 178,49           | 14.496           | 15.257                          | 85,48  |
| 18501                                           | Wakasa-chō                  | 若狭町     | 178,49           | 14.496           | 15.257                          | 85,48  |
|                                                 |                             |            |                  |                  |                                 |        |
| Shi-bu (All Shi, Anteil der kreisfreien Städte) | 市 部                       | 2789,16    | 678.717          | 687.790          | 246,59                          |        |
| Gun-bu (All Gun, Anteil der Landkreise)         | 郡 部                       | 1401,35    | 95.014           | 98.950           | 70,61                           |        |
|                                                 |                             |            |                  |                  |                                 |        |
| 18000                                           | Fukui-Ken (Präfektur Fukui) | 福井県     | 4190,51          | 773.731          | 786.740                         | 187,74 |

Quellen

1 Flächenangaben von 2017

2 Geschätzte Bevölkerung (Estimated Population) 2018

3 Ergebnisse der Volkszählung 2015

## Größte Orte
| VZ-Jahr   | Einwohner | Einwohner | Einwohner | Einwohner |
| VZ-Jahr   | 2015      | 2010      | 2005      | 2000      |
| --------- | --------- | --------- | --------- | --------- |
| Fukui     | 265.904   | 266.796   | 252.220   | 252.274   |
| Sakai     | 90.280    | 91.900    | ——        | ——        |
| Echizen   | 81.524    | 85.614    | 87.742    | ——        |
| Sabae     | 68.284    | 67.450    | 66.831    | 64.898    |
| Tsuruga   | 66.165    | 67.760    | 68.402    | 68.145    |
| Ōno       | 33.109    | 35.291    | 37.174    | 38.880    |
| Obama     | 29.670    | 31.340    | 32.182    | 33.295    |
| Awara     | 28.729    | 29.989    | 31.081    | ——        |
| Katsuyama | 24.125    | 25.466    | 26.961    | 28.143    |
| Takefu    | ——        | ——        | ——        | 73.792    |

- 1. März 2004 – Die kreisangehörige Stadt Awara gliedert eine weitere Gemeinde ein und wird zur kreisfreien Stadt erhoben.
- 1. Oktober 2005 – Die kreisfreie Stadt Echizen wird aus der kreisfreien Stadt Takefu und einer weiteren Gemeinde gebildet.
- 20. März 2006 – Die kreisfreie Stadt Sakai wird aus drei Gemeinden gebildet.

## Bevölkerungsentwicklung der Präfektur
| Census- Jahr | Gesamt- Bevölkerung | männliche Bevölkerung | weibliche Bevölkerung | Geschlechter- verhältnis Männer auf 1000 Frauen | Fläche in km² | Bevölkerungs- dichte Einw. je km2 |
| ------------ | ------------------- | --------------------- | --------------------- | ----------------------------------------------- | ------------- | --------------------------------- |
| 1920         | 599.155             | 293.181               | 305.974               | 958                                             | 4017,97       | 149,1                             |
| 1925         | 597.899             | 293.039               | 304.860               | 961                                             | 4017,97       | 148,8                             |
| 1930         | 618.144             | 304.525               | 313.619               | 971                                             | 4017,97       | 153,8                             |
| 1935         | 646.659             | 316.424               | 330.235               | 958                                             | 4264,48       | 151,6                             |
| 1940         | 643.904             | 312.075               | 331.829               | 941                                             | 4264,48       | 151,0                             |
| 1945         | 724.856             | 332.461               | 392.395               | 847                                             | 4264,48       | 170,0                             |
| 1950         | 752.374             | 364.343               | 388.031               | 939                                             | 4253,87       | 176,9                             |
| 1955         | 754.055             | 363.770               | 390.285               | 932                                             | 4264,70       | 176,8                             |
| 1960         | 752.696             | 360.288               | 392.408               | 918                                             | 4187,38       | 179,8                             |
| 1965         | 750.557             | 359.649               | 390.908               | 920                                             | 4187,46       | 179,2                             |
| 1970         | 744.230             | 356.639               | 387.591               | 920                                             | 4188,13       | 177,7                             |
| 1975         | 773.599             | 373.416               | 400.183               | 933                                             | 4188,34       | 184,7                             |
| 1980         | 794.354             | 384.269               | 410.085               | 937                                             | 4189,38       | 189,6                             |
| 1985         | 817.633             | 397.115               | 420.518               | 944                                             | 4191,49       | 195,1                             |
| 1990         | 823.585             | 400.391               | 423.194               | 946                                             | 4187,59       | 196,7                             |
| 1995         | 826.996             | 401.860               | 425.136               | 945                                             | 4188,43       | 197,5                             |
| 2000         | 828.944             | 402.367               | 426.577               | 943                                             | 4188,75       | 197,9                             |
| 2005         | 821.592             | 397.271               | 424.321               | 936                                             | 4189,25       | 196,1                             |
| 2010         | 806.314             | 389.712               | 416.602               | 936                                             | 4189,83       | 192,5                             |
| 2015         | 786.740             | 381.474               | 405.266               | 941                                             | 4190,49       | 187,7                             |

## Wirtschaft
Die Textilindustrie ist das Herzstück der Industrie in Fukui. Die Textilien aus Fukui werden in der Bekleidungsindustrie, der Innenausstattung von Kraftfahrzeugen, der Landwirtschaft, dem öffentlichen Bauwesen, der Medizin, der Luft- und Raumfahrtindustrie usw. verwendet. Die Präfektur Fukui produziert 98 % der in Japan hergestellten Brillenfassungen. An der Küste der Präfektur Fukui stehen die Kernkraftwerke Mihama, Monju, Ōi, Takahama und Tsuruga. Sie leisteten bis zu ihrer Stilllegung nach der Nuklearkatastrophe von Fukushima einen wichtigen Beitrag zur Stromversorgung Japans und sind lokal oft die größten Steuerzahler und Arbeitgeber.
In Fukui wird hochwertiger Reis angebaut, und der landesweit bekannte Koshihikari-Reis wurde erstmals 1956 in der landwirtschaftlichen Versuchsstation Fukui entwickelt.

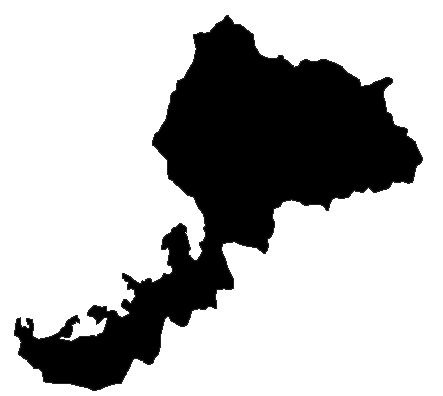
Umriss der Präfektur
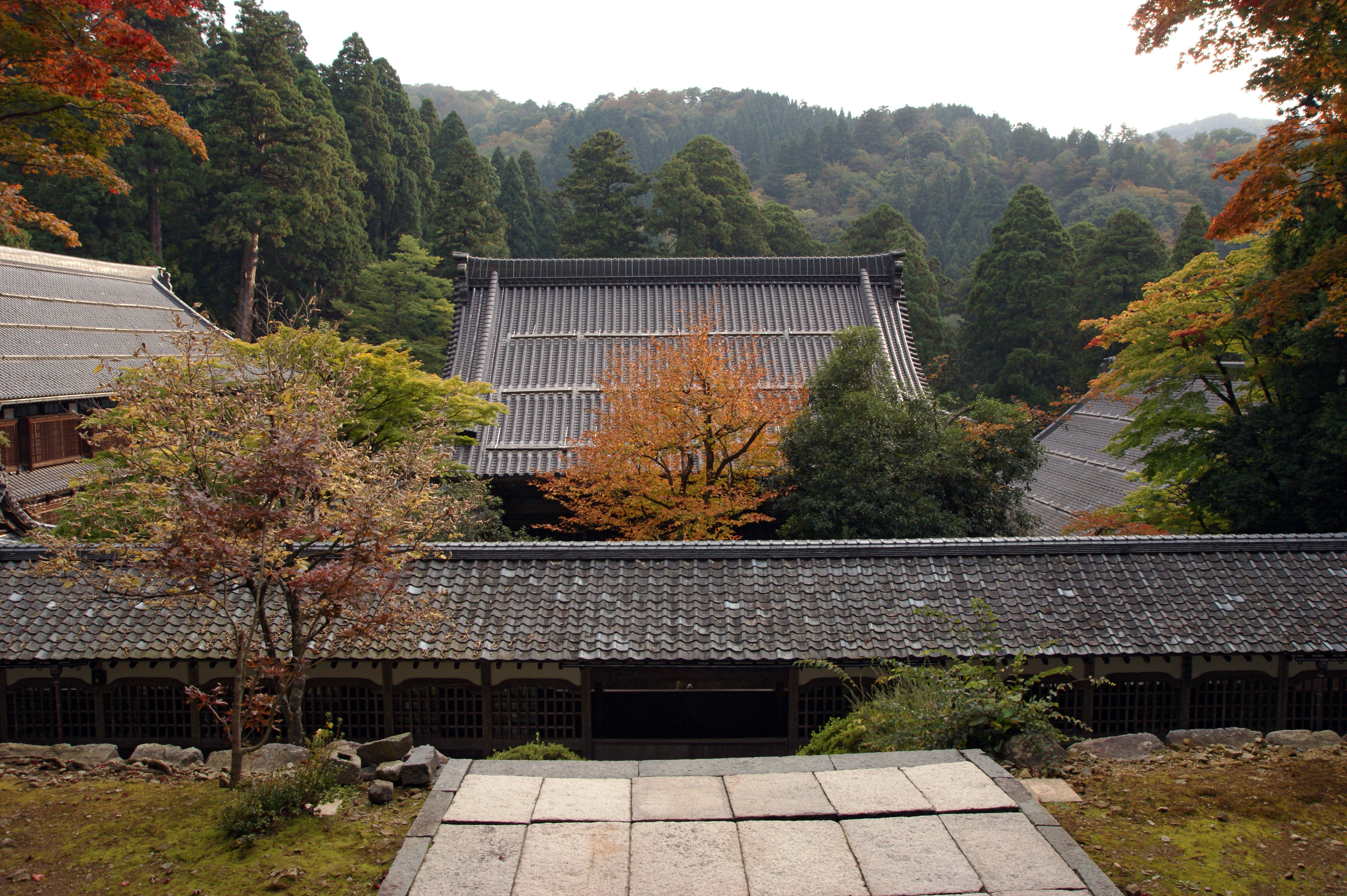
Eihei-ji
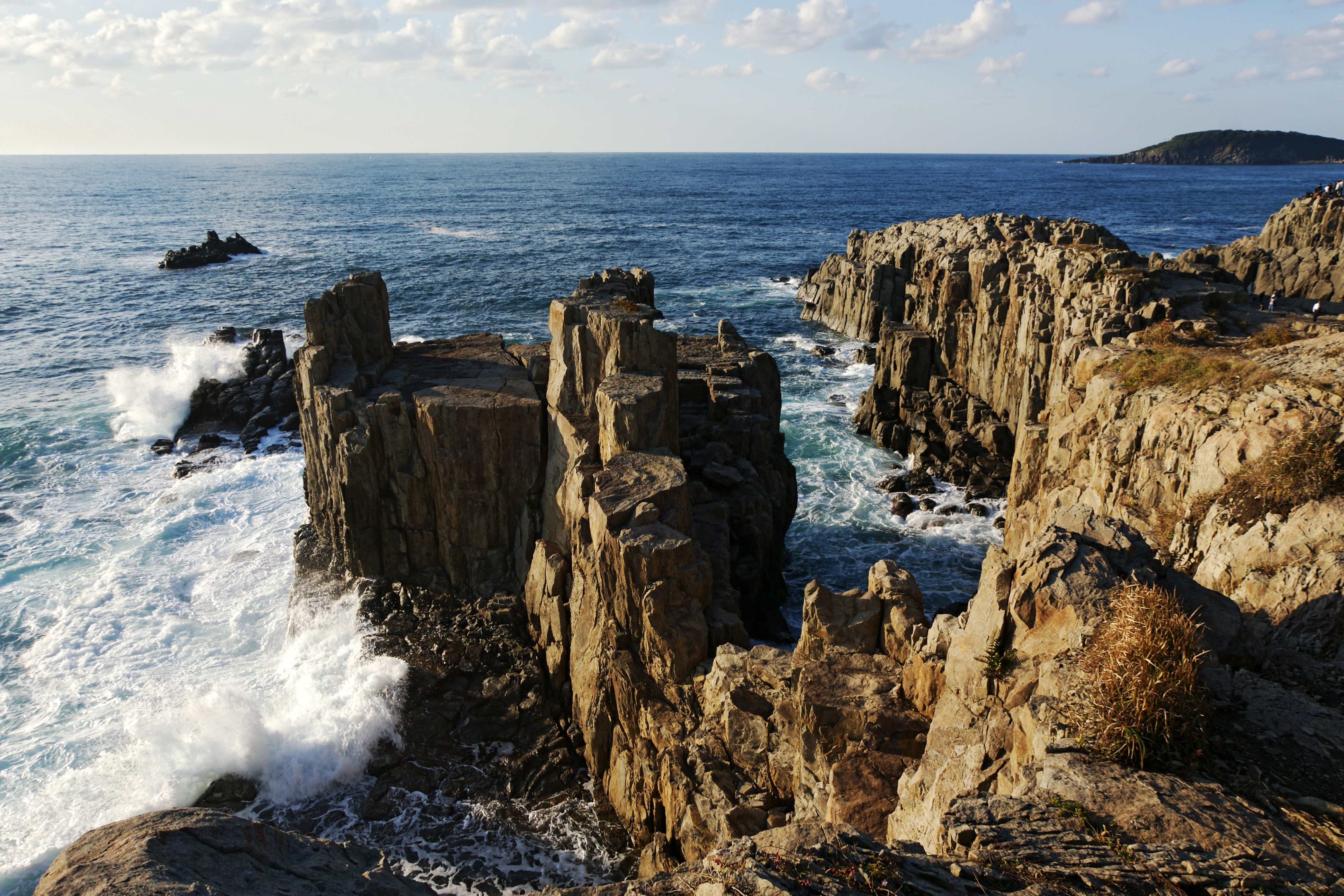
Tōjimbō
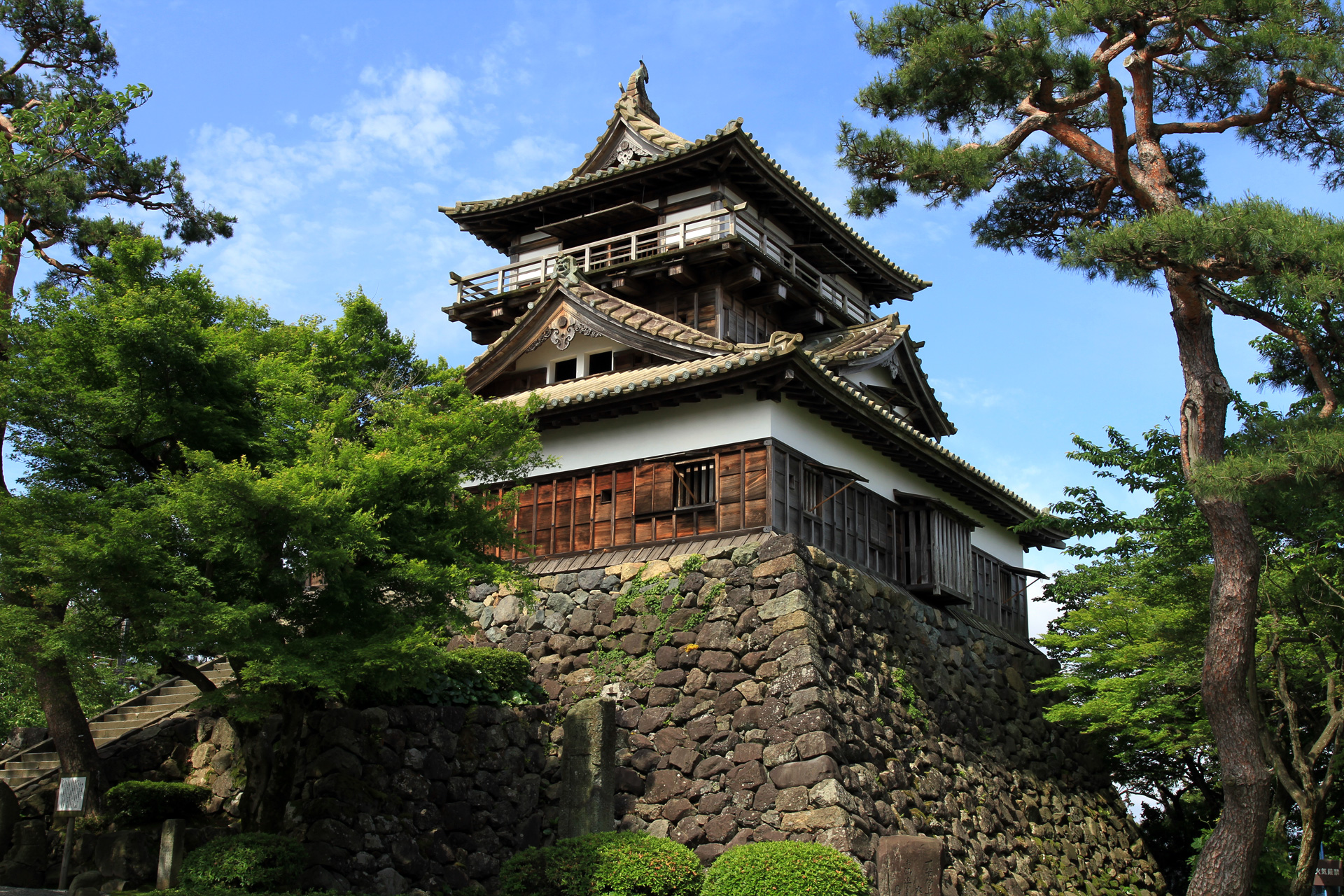
Burg Maruoka
Verkehrszeichen in der Präfektur Fukui